# صوفي فون لاروش
ماري صوفي فون لاروش Marie Sophie von La Roche (مولودة بلقب جوترمان فون جوترسهوفن؛ ولدت في 6 ديسمبر 1730 في كاوفبويرن – وماتت في 18 فبراير 1807 في أوفنباخ على الماين) هي أدبية ألمانية.

## حياتها

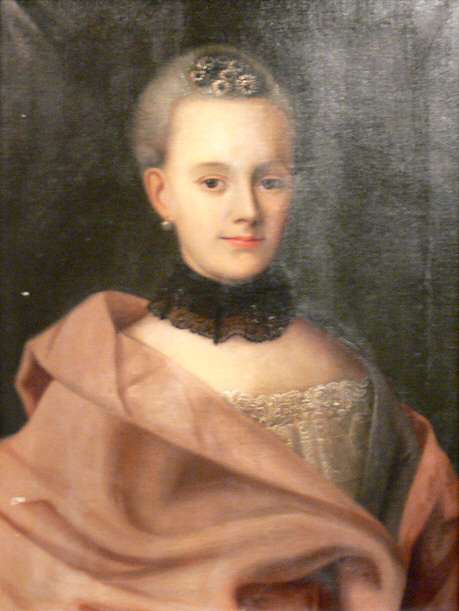
لوحة لـصوفي فون لاروش 1762

كانت ماري صوفي الابنة الكبرى للطبيب جيورج فريدريش جوترمان الذي ينحدر من بيبراخ على نهرالريس، وأمها السيدة ريجينا باربرا. وقد ولدت في كاوفبويرن وقضت معظم طفولتها في آوغسبورغ وتلقت تربية تقوية صارمة ثم أرسلت إلى بيبراخ على الريس. وهناك ربطتها الصداقة بكريستوف مارتن فيلاند وتمت الخطبة بينهما. لكنها رغم ذلك تزوجت في عام 1753 بجيورج ميشائيل فرانك فون لاروش، وكان الخبر بالنسبة إلى فيلاند الذي كان يعيش في سويسرا مفاجأة قاسية. وأنجبا ثمانية أطفال لم يعش منهم إلا خمسة هم: ماكسيميليانه وفريتس ولويزه وكارل وفرانتس فيلهلم.
وبين عامي 1761 و 1768 أصبحت صوفي من الشخصيات الاجاتماعية المرموقة وسيدة بلاط لدي زوج حماتها في قصر فارتهاوزن قرب بيبراخ على نهر الريس (حيث التقت هي وفيلاند مرة أخرى). وكانت هناك مكتبة ضخمة (1400 مجلد – 550 عملا) والتي يوجد معظمها اليوم في القصر البوهيمي كوتسل قرب بيلزن. وكانت تستخدم في مراسلاتها اللغة الفرنسية التي كانت من مظاهر الرقي في القصور والتقت بالأمير عدة مرات في ضيعته قرب بونيجهايم.
وقد عين الأمير زوجها كبير الموظفين في قصر بونيجهايم، والتحقت به صوفي هناك في عام 1770. وهناك أتمت - بتشجيع من قس صديق – روايتها التي بدأتها في فارتهاوزن «تاريخ الآنسة فون شتيرنهايم». وبعد أن انتقل زوجها للعمل في كوبلينتس مستشارا لأمير ترير الناخب في عام 1771، أقامت في ضاحية إيرنبرايتشتاين في مدينة كوبلينتس صالونا أدبيا، والذي ذكره جوته في كتابه «الشعر والحقيقة» (وكان من بين رواد الصالون أيضا بازيدوف وهاينزه والأخوان جريم ولافاتر).
وفي عام 1780 تم عزل زوجها من منصبه من قبل الأمير الناخب كليمنس فينتسلسلاوس بسبب آراء ناقدة للكنيسة، وكان قد منح لقب النبالة قبل ذلك بخمسة أعوام. وهكذا انفضت الدائرة الأنيقة المحيطة بلاروش في إيرنبرايتشتاين. واستقبلهم رئيس كاتدرائية صديق للعائلة في شباير. واشترت العائلة في عام 1786 بمساعدة عائلة برينتانو منزلا اسمه جريلنهويزشن في أوفنباخ في شارع دومشتراسه.
وبعد عامين توفي زوجها فأصبحت أرملة، لكنها فقدت إعانة الأرامل بسبب الاحتلال الفرنسي للضفة اليسرى للراين في عام 1794، فوجدت نفسها مضطرة إلى كسب قوتها عن طريق الكتابة. وفي عام 1793 ماتت ابنتها ماكسيمليانه، وكانت ماكسيمليانه تزوجت بكليمنس فون برينتانو وأنجبت منه بتينا فون أرنيم.
كتبت صوفي فون لاروش روايات مغرقة في الحساسية، وكانت قد نشرت في عام 1771 رواية «تاريخ الآنسة فون شتيرنهايم» بدون ذكر اسمها تحت اسم المحرر فيلاند. كانت أول امرأة تصدر مجلة نسائية ألمانية اسمها «بومونا لفتيات ألمانيا» 1783 – 1784 Pomona für Teutschlands Töchter. كتب جوته عن صوفي فون لاروش في الفصل الثالث عشر من «الشعر والحقيقة»: «كانت امرأة رائعة لم أعرف لها نظيرا، وكانت رشيقة ورقيقة القوام وكانت لها اناقة توحي تارة بأنها سيدة من النبلاء وتارة بأنها سيدة من الطبقة الوسطى».

## من أعمالها
- تاريخ الآنسة فون شتيرنهايم 1771
- رسائل روزالين إلى صديقتها ماريانه فون شتيــ.... 1780/1781
- بومونا لفتيات ألمانيا (صحيفة أدبية أصدرتها في شباير 1783/1784)
- قصص أخلاقية جديدة 1786
- مذكرات رحلة عبر سويسرا 1787
- تاريخ مس لوني والرباط الجميل 1789
- رسائل من مانهايم 1791
- طاولة كتابتي 1799
- أيام خريفية 1805

## روابط خارجية
- صوفي فون لاروش على موقع الموسوعة البريطانية (الإنجليزية)